# Psittacula
Psittacula Cuvier, 1800 è un genere di uccelli della famiglia degli Psittaculidi.
A questo genere appartengono 16 specie di pappagalli, 3 delle quali estinte, di taglia media, diffusi in Africa e Asia, dove prediligono le foreste non troppo fitte e le boscaglie lungo i corsi d'acqua. Alcune di queste specie sono allevate in cattività, dove si sono selezionate alcune interessanti mutazioni.

## Tassonomia
Comprende le seguenti specie:
- Psittacula eupatria (Linnaeus, 1766) - parrocchetto alessandrino
- Psittacula wardi † (E.Newton, 1867) - parrocchetto delle Seychelles
- Psittacula krameri  (Scopoli, 1769) - parrocchetto dal collare
- Psittacula eques (Boddaert, 1783) - parrocchetto di Mauritius
- Psittacula bensoni † (Holyoak, 1973) - parrocchetto grigio di Mauritius
- Psittacula himalayana (Lesson, 1831) - parrocchetto testardesia
- Psittacula finschii (Hume, 1874) - parrocchetto testagrigia
- Psittacula cyanocephala (Linnaeus, 1766) - parrocchetto testaprugna
- Psittacula roseata Biswas, 1951 - parrocchetto facciarosa
- Psittacula columboides (Vigors, 1830) - parrocchetto del Malabar
- Psittacula calthropae (Blyth, 1849) - parrocchetto di Layard
- Psittacula derbiana (Fraser, 1852) - parrocchetto di Derby
- Psittacula alexandri (Linnaeus, 1758) - parrocchetto pettorosso
- Psittacula caniceps (Blyth, 1846) - parrocchetto delle Nicobare
- Psittacula exsul †  (A.Newton, 1872) - parrocchetto di Newton
- Psittacula longicauda (Boddaert, 1783) - parrocchetto codalunga